# Pardosa roeweri
Pardosa roeweri este o specie de păianjeni din genul Pardosa, familia Lycosidae, descrisă de Schenkel, 1963. Conform Catalogue of Life specia Pardosa roeweri nu are subspecii cunoscute.